# Catastenus rufithorax
Catastenus rufithorax är en stekelart som först beskrevs av Cresson 1868.  Catastenus rufithorax ingår i släktet Catastenus och familjen brokparasitsteklar. Inga underarter finns listade.